# Тушетия
Тушетия (Тушети) (на грузински: თუშეთი Тушети) е историческа планинска област в Грузия, попадаща в Ахметински район на Кахетия. Граничи с историческия грузински район Хевсурети и съставните части на Руската федерация Дагестан и Чечня. Поради затруднения достъп до района, в него са запазени непокътната природа, автентичната архитектура, вековните традициите, особените езически вярвания и характерната кухня.

## География
Тушетия заема част от Главния кавказки хребет и е разположена на площ от 1220 км2. Това е живописен район със стръмни планини, проходи, достигащи до 3500 м надморска височина, диви ждрела, на дъното на които текат бързи потоци, образуващи многобройни водопади.
Областта се разделя на Планинска, разположена на север от Кахетия в гънките на Главния кавказки хребет и Низинна – в Алазанската долина. Най-голямото село и административен център на района е Омало. Територията на Тушетия е обитавана от грузинската етнографска група тушинци и малобройния снахски народ бацбийци, които се намират под силно грузинско влияние.
Тушетия е известна с високите си върхове, достигащи до 4500 м. Най-високите от тях са Тебулосмта (4492), Диклосмта (Дикло) (4285), Комито (4261) и Дано (4174). Именно те отделят Тушетия от Чечня и Ингушетия на север.(10)
Почти една четвърт от областта е заета от Тушетския национален парк, открит през 2003 г. и обитаван от редки кавказки животни и растения.

## История
Като географска единица Тушетия е спомената за пръв път през 4 век пр.н.е. През 12 – 14 век е част от Грузия, а след нейното разпадане е погълната от Царство Кахетия. През 16 век Персия и Турция започват да проявяват силен интерес към Кахетия и Тушетия. Следващите три века се провеждат многобройни ожесточени битки между Персия и Турция, а владетелите на Картли (Иверия) и Кахетия, част от която е Тушетия, често се обръщат за помощ към Русия. Тушинците играят важна роля в делегациите, изпратени в Русия. Те също така действат като преговарящи между Грузия и Чечен-Ингушетия.
През 1762 г. цар Ираклий II успява да обедини Картли и Кахетия. През 1801 г. новият съюз, който включва и Тушетия, е присъединен към Русия. Събитието не успява да осигури мир, защото в средата на 19 век на тушинците се налага да се борят срещу имам Шамил, лидер на мюсюлманите в Кавказ.
В края на 19 век в района започват да се разпространяват националистически и сепаратистки идеи, които касаят само Грузия и Кавказ. Промените в централното управление през 1917 г. довеждат до период на безредици, продължил десетилетие. Националното движение за независимост от това време се сблъсква с две сили – поддръжниците на Деникин и болшевистката Червена армия. Тушинците успяват да отблъснат Бялата гвардия, но не и атаката на болшевистката 11-а армия. В края на 1920 г. в Тушетия е създадена съветска власт и на 30 декември 1922 г. регионът е присъединен към Съветския съюз, като част от Транскавказката федерация. Налагането на съветска власт не успява да доведе до стабилизиране на политическата ситуация. Силните националистически чувства се запазват и се проявяват както в активна, така и в пасивна опозиция. В края на 30-те години на миналия век съветският режим най-накрая се успява да се утвърди с въвеждането на колективизацията и съпътстващата ликвидация на националистите и сепаратистите.
В началото на 20 век тушинците се разпадат на 4 общества – хометцарци, пирикити, чакма и цомци (бацбийци). До средата на 20 век обитават високопланинска Тушетия. Днес по-голямата част живеят в Алазанската долина – тушинците-грузинци в Квемо-Алвани, а бацбийците в Земо-Алвани. Само малка част от тях са останали във високопланинските села Омало, Шенако и Дартло.

## Население
Тушинците са сродни с пшавите в Душетски район и хевсурите в областта Хевсурети. Самоназванието им означава планинци. Езикът им спада към картвелската езикова група и говорят на тушинския диалект на грузинския език.
Няма точни данни за броя на тушинците. Нито едно от преброяванията в СССР не ги счита за отделна нация и са приемани за грузинци. Съгласно „Езиците на народите на СССР“, което на свой ред се основава на констатациите от експедициите от 60-те години на миналия век, те наброяват около 2500 – 3000 души. Предвид тенденцията да бъдат асимилирани, броят им с годините вероятно е намалял.
Тушинците са православни християни. Първите християнски надписи се отнасят към 16 век, въпреки че вероятно те са приели религията няколко века по-рано. Разпространява се в района през Ингушетия и Чечня. Силата на вярата им се проявява в поредица от войни срещу „неверниците“, в случая дагестанците, които са привърженици на исляма. Те са силна опозиция и срещу ислямизационната политика на Персия през 18 век.
Главното им свещено място е манастирът Алаверди, а основният християнски празник – Алавердоба. Почти няма изградени църкви. В планинската част има само една – Троицкия храм в село Шенако, построен през 1843 г. Има една църква и в Дартло, но тя е в руини. Интересно е, че до началото на 20 век на надгробните камъни, вместо кръст, тушинците рисуват знака на слънцето.
В планината, вместо храмове, се правят каменни съоръжения, наричани чати или ниши (от грузинското нишани, означаващо знак). Те напомнят на езически жертвеници, още повече, че на празници на тях се колят овни. На жените не е позволено да се доближават до чати. В Омало това място е оградено с ограда и забраната за жените е съвсем ясно написана.
Съществуват и по-странни забрани. В Тушетия е забранено да се внасят или да се влиза с продукти от свинско месо, дори и за туристите. Варенето на характерната тушинска бира се извършва само от мъже. Жените нямат право да присъстват при изпълнението на важни религиозни култове. Например при празнуването на култовия ден Антигеноб присъстват само мъже. Въпреки че празникът е посветен на монаха-мъченик Антиноген Себастийски, той се отбелязва по малко езически начин. Мъжете принасят в жертва овни, от които приготвят празнични блюда. Провеждат се състезания по сила и скорост, конни състезания, пеят се народни песни и пиршествата продължават две седмици.

## Архитектура
Тушинската народна архитектура и особено жилищата-крепости, представлява особен интерес заради уникалните си архитектурни форми. Там са изградени каменни къщи, към всяка от които е издигната каменна кула за защита от външни и вътрешни врагове. Построени са от сивосини шисти, характерни за района. Всеки камък е издялан внимателно така, че постройката да бъде издигната без всякакъв свързващ материал. Обработените блокове се допират максимално добре един до друг, подобно на мозайка, което говори за изключителното майсторство на тушинските каменоделци.

## Икономика
Тушинците се занимават главно с овцевъдство, разчитайки на обилните пасища в района. Местните овчари прекарват летните месеци, заедно с овцете, в планинските райони, но зимуват в селата в подножието на Кавказ. Освен овце се развъждат още крави, волове и коне.
Земеделието има второстепенно значение. То обаче придобива по-голям дял от селското стопанство през втората половина на 19 век, когато тушинците слизат в равнината. До края на 19 век те вече използват изкуствено напояване, торове и селскостопански съоръжения. Във високопланинските райони се отглеждат екологично чисти картофи, които през лятото се продават в низините. Овцевъдството все още се запазва, защото неговите продукти (сирене и вълна) са основният износ на тушинците. Има данни за търговски отношения с Франция и Англия, макар че обикновено стоките се обменят с други планински нации в Грузия, Ингушетия и Чечня.
Районът е известен с висококачествената си вълна и с бирата, различна от тази в останалите части на Грузия. Там се произвежда и характерното само за този район пикантно сирене дамбал хачо, чиято технология е предложена за включване в списъка на нематериалното и културно наследство на ЮНЕСКО. Друг вид сирене, характерен само за района е гуда, което се приготвя в специални торби от овча кожа.
В Тушетия липсват всякакви електроцентрали и въобще няма прекарано електричество. Вместо него обитателите ползват слънчеви батерии. Няма и никакви магазини, дори хранителни. Няма интернет и връзка с мобилни оператори, така че телефоните не работят.

## Транспорт
Тушетия е един от най-трудно достъпните райони на Грузия. През 1975 г. е построен 70 километровият трудно проходим, чакълен път от Пшавели до Омало, който осигурява единствения автомобилен достъп до района. Според класацията на BBC този път влиза в списъка за най-екстремни пътища в света и може да се използва само от високопроходими машини. Поради сложността на преминаване през прохода Абано (2926 м), пътят е в експлоатация само от началото на юли до края на септември. През цялата останала част от годината Тушетия е отрязана от външния свят. Тази изолация продължава около 7 – 8 месеца годишно.
Единственият друг вариант за достъп до района е пеша, тръгвайки от село Шатили в Хевсурети. Това е труден преход, с времетраене около 5 дни, но той се приема като един от най-добрите планински трекинги в Грузия. Става въпрос за планински туристически пътеки през Ардотското ждрело. До Хевсурети може да се стигне пешеходно и през проходите Ацунта (3431 м) и Андаки (2887 м).
В селището Омало има малко летище, което може да приема до 12-местни Ан-2. Съществуват нередовни рейсове между Омало и летището в село Натахтари, близо до Мцхета.

## Флора и фауна
Районът е забележителен с изключителната красота на алпийските си пейзажи и има особено голямо значение като местообитание на редки и ендемични животински и растителни видове.
Зоната над 1600 м надморска височина е покрита с гори от бял бор и Betula litwinowii от сем. брезови. Субалпийският пояс се издига нагоре до 2500 – 2550 м, където горската растителност е от същите формации. Брезовите гори са представени от двата вида – кавказки рододендрон (Rhododendron caucasicum) и Betuleta herbosa. По северните склонове на субалпийската зона често се среща обикновената хвойна, представена от Juniperus oblonga. Широко разпространени са Nardus glabriculmis, Festuca varia, Alchimilla sp., Sibbaldia parviflora и Carex tristis. Зоната над 2300 м се характеризира с високопланински ливади и пасища.
Ендемичните бозайници са представени от кавказки рис, дива котка, прикаспийски вълк, източнокавказки тур, западнокавказки тур и кавказка сърна. Особено интересна в района е азиатската пантера. От другите хищници се среща застрашената видра Lutra lutra meridionalis. От сем. кухороги най-разпространени са източнокавказкият тур и дивата коза, но броят и на двата вида животни силно намалява не само в Тушетия, но и в целия Кавказ. От другите копитни се срещат диви свине и сърни.
Птичето разнообразие е голямо, но най-интересни представители са ендемичните видове от кавказки брадат лешояд, кавказки тетрев и кавказки улар. Срещат се и много фазани.
От кавказките ендемични влечуги най-характерна за района е Vipera kaznakovi, змия от сем. отровници.
Националният парк е един от най-екологично чистите райони в Кавказ. Това е популярна зона за планински трекинг, който е малко по-безопасен от този, практикуван в близката Сванетия. За разлика от всички други паркове в Грузия, в чертите му са включени и 3 села – Дикло, Шенако и Квавло.

## Любопитно
В селата Омало и Шенако са правени част от снимките на руско-грузинския филм „Мимино“. Интересни са кадрите, в които хеликоптер лети над двете села, които могат да се разгледат съвсем добре.
- Руините на замъка Хисо
- Горно Омало
- Село Джварбосели
- Шенако
- Село Хахабо
- Село Фарсма